# Savigny-sur-Orge
Savigny-sur-Orge är en kommun i departementet Essonne i regionen Île-de-France i norra Frankrike. Kommunen är chef-lieu över 2 kantoner som tillhör arrondissementet Palaiseau. År 2022 hade Savigny-sur-Orge 37 775 invånare.

## Befolkningsutveckling
Antalet invånare i kommunen Savigny-sur-Orge
| Referens: INSEE |